# Pyramica convexiceps
Pyramica convexiceps är en myrart som först beskrevs av Santschi 1931.  Pyramica convexiceps ingår i släktet Pyramica och familjen myror. Inga underarter finns listade i Catalogue of Life.